# Comandante Supremo das Forças Aliadas

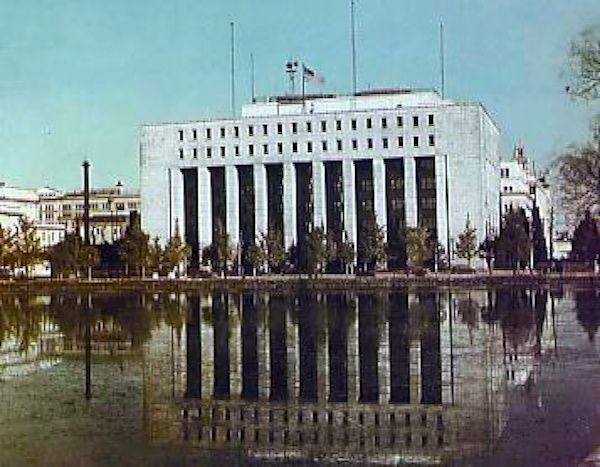
O prédio DN Tower 21, utilizado como quartel-general do Comandante Supremo das Potências Aliadas.

Comandante Supremo das Forças Aliadas (CSFA) (originalmente chamado de Comandante Supremo das Potências Aliadas) foi o título detido pelo General Douglas MacArthur durante a ocupação Aliada do Japão após a Segunda Guerra Mundial. Ele emitiu diretrizes para o governo japonês, com o objetivo de suprimir seu "nacionalismo militarista". A posição foi criada no início da ocupação do Japão em 14 de agosto de 1945.
No Japão, o cargo era geralmente conhecido como GHQ (Quartel General), já que o CSFA também se referia aos escritórios da ocupação, incluindo uma equipe de várias centenas de funcionários públicos dos EUA, bem como militares. Alguns desses funcionários efetivamente escreveram um primeiro rascunho da Constituição japonesa, que a Dieta Nacional ratificou depois de algumas emendas. As forças australianas, britânicas, indianas e da Nova Zelândia foram organizadas em um subcomando conhecido como Força de Ocupação da Comunidade Britânica.
Essas ações levaram MacArthur a ser visto como a nova força imperial no Japão por muitas figuras políticas e civis japonesas, mesmo sendo considerado o renascimento do governo:341 do estilo shōgun qual o Japão foi governado até o início do Restauração Meiji. O biógrafo americano William Manchester argumenta que sem a liderança de MacArthur, o Japão não teria sido capaz de passar de um estado imperial totalitário para uma democracia. Em sua nomeação, MacArthur anunciou que procurava "restaurar a segurança, dignidade e respeito próprio" ao povo japonês.

## Programas de bem-estar
Um dos maiores programas CSFA era Saúde Pública e Bem-Estar, chefiado pelo Coronel Crawford F. Sams do Exército dos EUA. Trabalhando com a equipe de 150 pessoas do CSFA, Sams dirigiu o trabalho de bem-estar dos médicos americanos e organizou sistemas de bem-estar médicos japoneses inteiramente novos nos moldes americanos. A população japonesa estava em péssimo estado: a maioria da população estava muito esgotada, os médicos e os remédios eram muito escassos e os sistemas sanitários haviam sido bombardeados nas grandes cidades. Suas primeiras prioridades eram distribuir alimentos. Milhões de refugiados do extinto império ultramarino estavam chegando, muitas vezes em más condições físicas, com alto risco de introdução de varíola, tifo e cólera. Os surtos que ocorreram foram localizados, já que imunização de emergência, quarentena, saneamento e despiolhamento evitaram epidemias massivas. Sams, que foi promovido a Brigadeiro-General em 1948, trabalhou com oficiais japoneses para estabelecer laboratórios de vacinas, reorganizar hospitais nos moldes americanos, atualizar escolas de medicina e enfermagem e reunir equipes japonesas, internacionais e americanas que lidavam com desastres, creches, e seguro saúde. Ele montou um Instituto de Saúde Pública para educar profissionais de saúde pública e um Instituto Nacional de Saúde para pesquisa, além de estabelecer divisões estatísticas e sistemas de coleta de dados.

## Censura da mídia
Acima do controle político e econômico que o CSFA teve durante os sete anos após a rendição do Japão, o CSFA também teve um controle estrito sobre toda a mídia japonesa,ː341 sob a formação do Destacamento de Censura Civil (DCC) do CSFA. O DCC acabou banindo um total de 31 tópicos de todas as formas de mídia. Esses tópicos incluíram:
- Críticas ao CSFA (indivíduos e organização).
- Todos os países aliados.
- Críticas à política aliada antes e depois da guerra.
- Qualquer forma de propaganda imperial.
- Defesa de criminosos de guerra.
- Elogios a formas "não democráticas" de governo, embora fossem permitidos elogios ao próprio CSFA.
- Os bombardeios atômicos de Hiroshima e Nagasaki.
- Atividades do mercado negro.
- Discussão aberta das relações diplomáticas aliadas (relações União Soviética-Estados Unidos).

Embora algumas das leis de censura do DCC tenham relaxado consideravelmente no final do CSFA, alguns tópicos, como os bombardeios atômicos de Hiroshima e Nagasaki, foram tabu até 1952, no final da ocupação.

## Fim
Quando MacArthur foi substituído pelo Presidente Harry S. Truman durante a Guerra da Coréia em 11 de abril de 1951, ele foi sucedido como CSFA pelo General Matthew Ridgway. Ridgway permaneceu como SCAP até o fim da ocupação do Japão, ocorrida em 28 de abril de 1952, quando entrou em vigor o Tratado de São Francisco.